# Brundorf
Brundorf ist seit 1974 eine Ortschaft in der Gemeinde Schwanewede im Landkreis Osterholz in Niedersachsen. Zur Ortschaft gehören die Ortslagen Lilkendey und Karlshorst.

## Geografie
Brundorf liegt östlich von Schwanewede, südlich von Garlstedt westlich von Osterholz-Scharmbeck und nördlich von Bremen – Burglesum. Die Fläche der Gemarkung Brundorf beträgt 1635 Hektar. Um 1800 standen in Brundorf 14 Häuser, 200 Jahre später waren es 70 Häuser mit rund 370 Einwohnern.

## Geschichte
Steinklingen oder Feuersteinkernstücke weisen die Besiedlung des Gebietes schon für eine Zeit nach der letzten Eiszeit nach. Vermutlich begann eine erste Besiedlung eher in der jüngeren Steinzeit um etwa 4000 v. Chr. Die Großsteingräber der mittleren Jungsteinzeit (etwa zwischen 3500 und 2800 v. Chr.) in der näheren Umgebung sind ein Indiz für eine Ansiedlung. Urnenfunde und bronzezeitliche Funde (Gewandnadel, Pinzette, Rasiermesser) auf dem Urnenfriedhof belegen eine Besiedlung um 1000–800 v. Chr. In der Bronzezeit lebten hier die frühgermanischen Chauken.
Brundorf wurde erstmals Mitte des 14. Jahrhunderts in Urkunden erwähnt. Es war bis zum 15. Jahrhundert als waldreiches Gebiet nur sehr schwach besiedelt. In den Registern des Bremer Dompropstes Franz Grambeke (1513–1521) wurde Brundorf wiederholt die Abgabepflicht des Zehnten – der um 1400 bis 1500 entstand – dokumentiert.
Schon in dieser Zeit schnitten sich zwei Straßen in Brundorf: Die spätere Poststraße von Osterholz nach Vegesack und die Landstraße von Bremen nach Brake, die heute nur noch als topographischer Einschnitt erkennbar ist. Die Nutzung der Wälder stand vom 17. bis zum 19. Jahrhundert den Gutsherren in Blumenthal und Schönebeck zu.
Um 1800 fanden zwei Schönebecker Meier (Verwalter) Erwähnung, die für Brundorf und Hahle zuständig waren. Ins Register der nach Lesum eingepfarrten Gemeinden wurde noch 1861 „Brundorf und Hahle“ geschrieben, die keine selbstständigen Verwaltungseinheiten waren. Um 1800 standen in Brundorf 14 Häuser. Ende des v19. Jahrhunderts veranlasste der Bremer Kaufmann Baron Ludwig Knoop die Aufforstung seiner Ländereien in der Gemarkung Brundorf.
Mit der Betonstraße 1952/1953 (L 149) erhielt der Ort den Anschluss an das Straßenverkehrsnetz. Die Kapelle auf dem Friedhof wurde 1957 eingeweiht; 20 Jahre später wurde der Glockenturm aufgestellt. Das Dorfgemeinschaftshaus entstand 1979.
Am 1. März 1974 wurde Brundorf in die Gemeinde Schwanewede eingegliedert.

## Politik

### Ortsvorsteher
Die Belange von Brundorf werden durch einen Ortsvorsteher vertreten. Er hat in diesen Fällen an den Beratungen im Rat, im Verwaltungsausschuss sowie in anderen Ausschüssen teilzunehmen.

## Kapelle und Friedhof

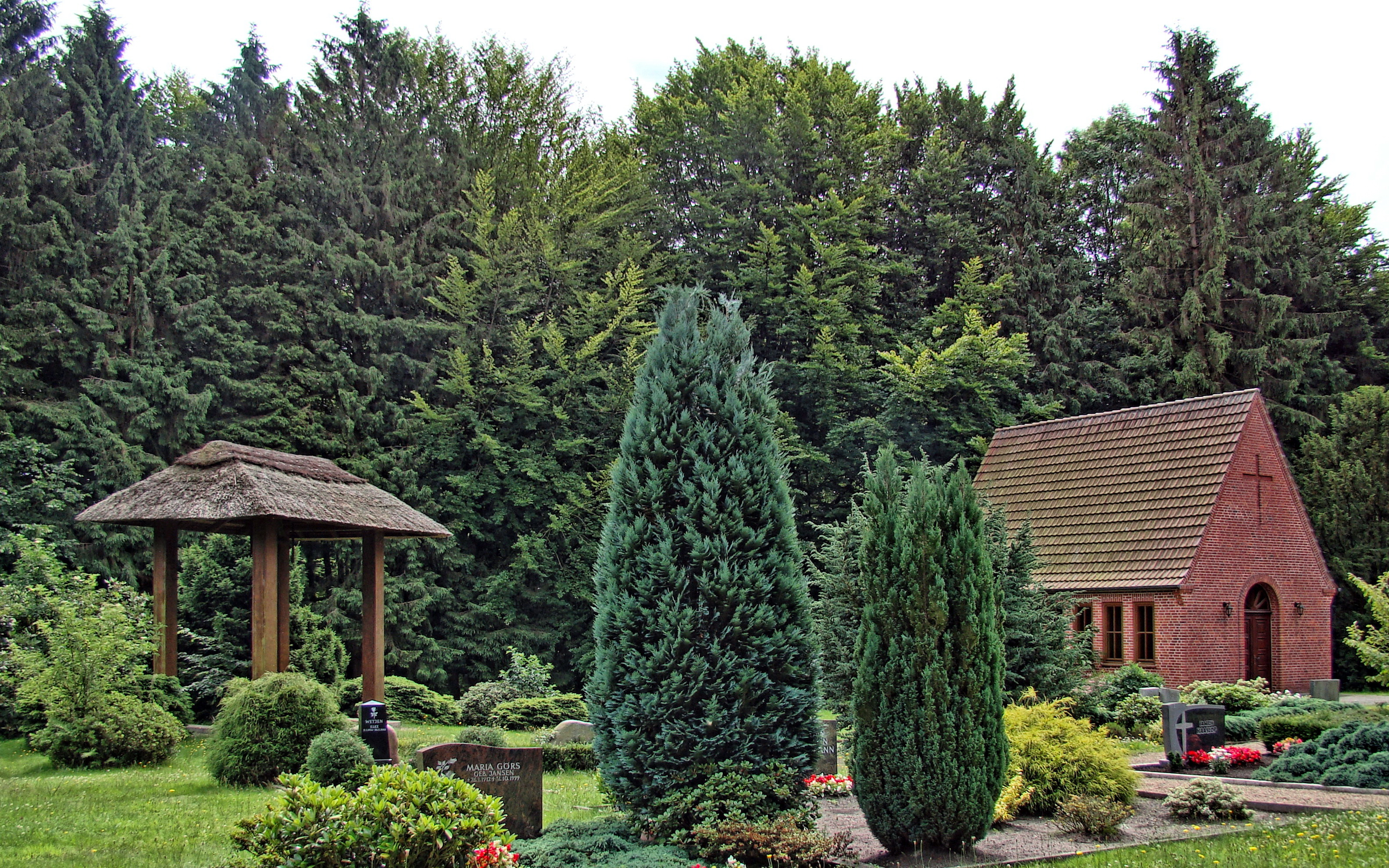
Kapelle und Glockenturm auf dem Friedhof Brundorf

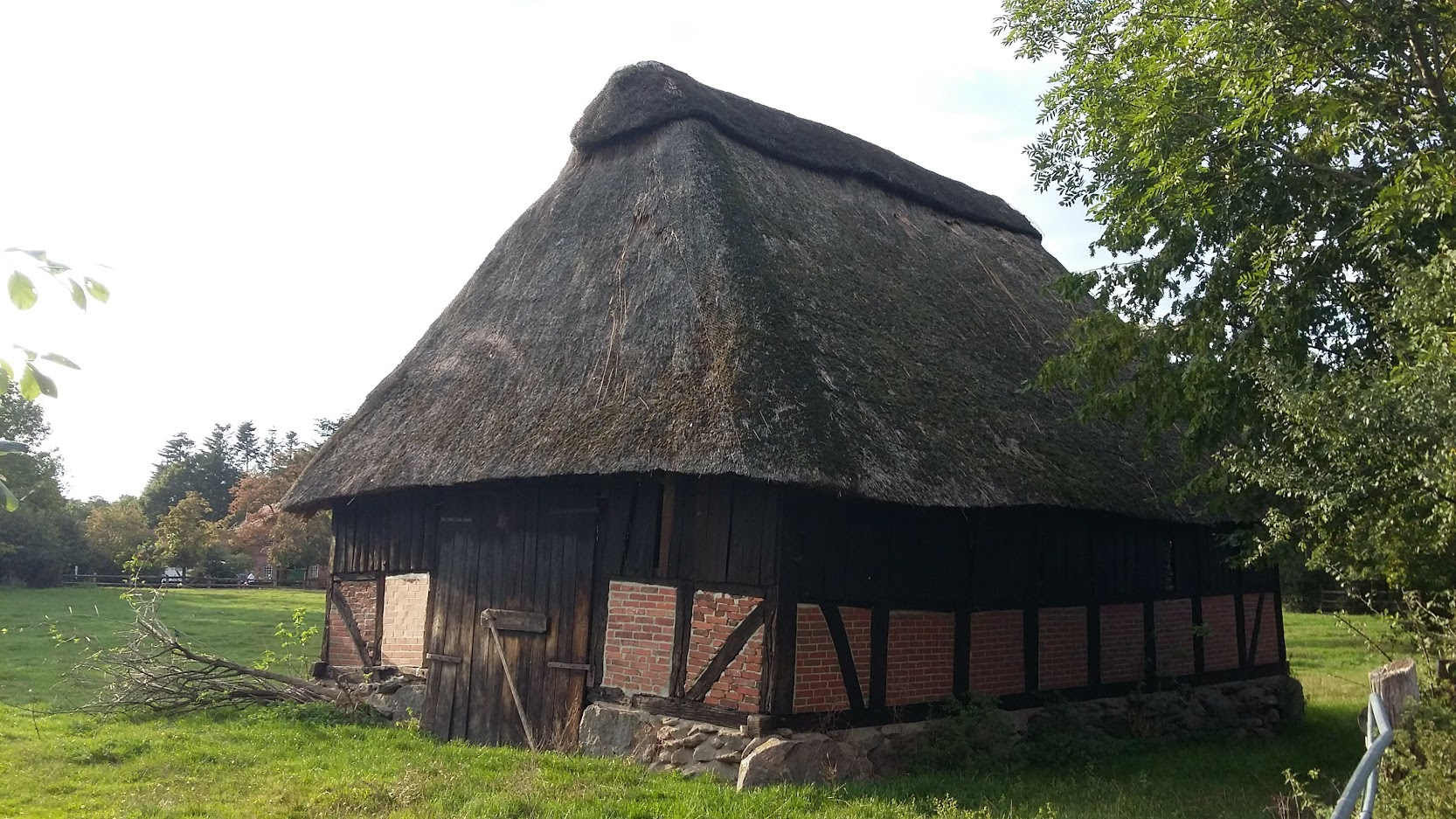
Schafstall aus dem 17. Jahrhundert in Brundorf

Brundorf gehört als niedersächsisches Gebiet zur Bremischen Evangelischen Kirche und ist Teil der Evang.-luth. Gemeinde St. Magni. Brundorf besitzt seit 1954 einen kommunalen Friedhof und errichtete dort 1956/57 eine Friedhofskapelle, die seitdem auch als Gottesdienstraum benutzt wird. Hier finden Gottesdienste und auch Konzerte statt. Tradition hat der Himmelfahrtsgottesdienst im Freien unter dem Glockenturm. Im Inneren der Kapelle befindet sich ein Fenster von Will Torger (1910–1984) mit dem Motiv der Himmelfahrt Christi sowie ein gewebtes Wandbild von Claudia Ripken.
Im nördlichen Teil der Ortschaft (Schmidts Kiefern) befindet sich der Friedwald Bremer Schweiz.

## Wirtschaft und Infrastruktur

### Industrielle Ansiedlungen
Im Gewerbegebiet befindet sich das Warenzentrallager von Lidl. 1972 siedelte sich hier die Hauptgenossenschaft Hannover an.

### Verkehr
Zwei Buslinien verbinden Schwanewede via Brundorf mit anderen Ortsteilen und der Kernstadt von Osterholz-Scharmbeck.
Die Autobahn A 27 tangiert westlich den Ort und die Abfahrt 14 – Schwanewede führt zu Betonstraße. Die frühere Bundesstraße  B 6 führt östlich am Ort vorbei.

## Sonstiges
- In unmittelbarer Nähe befinden sich die Quellseen der Drepte.
- In Brundorf befindet sich eine der größten FKK-Anlagen in Deutschland[7] und ein Gästehaus der „Naturfreunde“[8] und an den Wochenende eine der größten Skateranlagen der Region Elbe-Weser-Dreieck.